# Museo centrale delle forze armate
Il Museo centrale delle forze armate (in russo Центральный музей Вооружённых сил?, Central'nyj muzej Vooružënnych sil) è un museo di storia militare situato a Mosca, sulla Ulica Sovetskoj Armii. La sua fondazione risale al 1919.
Si estende su una superficie di 5000 m² ed è suddiviso in 24 sale. Ospita anche una sezione all'aperto sull'equipaggiamento militare.

## Storia

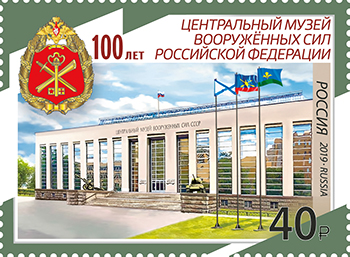
Francobollo emesso in occasione del centenario dalla fondazione del Museo centrale delle forze armate della Federazione Russa.

Il museo fu fondato il 23 dicembre 1919 su decreto del Consiglio militare rivoluzionario della Repubblica n. 2207 e venne intitolato in onore dell'Armata Rossa degli operai e dei contadini (RKKA). Si tratta del primo museo storico-rivoluzionario fondato dopo la rivoluzione d'ottobre. Il Consiglio comunale di Mosca lo collocò inizialmente nei primi piani dei magazzini GUM, poi nel 1920 venne inaugurata la prima mostra intitolata La vita dell'Armata Rossa e della Marina, che venne allestita negli stessi magazzini sulla Piazza Rossa. Sulla strada vennnero presentati grandi reperti, come aerei e forniture.
Nell'estate del 1921 il museo venne rinominato Museo dell'Armata Rossa e della Marina, poi nel marzo dell'anno successivo venne trasferito in un palazzo in via Prečistenka 12/2. I nuovi locali non furono pronti in tempo, quindi alcuni dei reperti furono immagazzinati in un fienile o restituiti ai loro precedenti proprietari. Il museo era subordinato alla Direzione per la ricerca e per l'uso dell'esperienza bellica del Quartier generale dell'Armata Rossa. Nel 1923, in occasione dell'anniversario dell'Armata Rossa, il museo allestì una mostra intitolata Il treno del presidente del Consiglio militare rivoluzionario Lev Trockij nell'edificio dell'Accademia militare in via Vozdviženka, sua nuova sede a partire dal 1924.
Nel febbraio 1927, su ordine del Consiglio militare rivoluzionario, il museo passò sotto il controllo della Direzione politica (PUR) e si trasferì nei locali dell'edificio della Casa centrale dell'Armata Rossa, dove vi rimase per 38 anni. Successivamente nel museo venne istituita una mostra permanente composta da tre sezioni: una sulle forze armate della rivoluzione proletaria del 1905-1917, una sulla guerra civile, e infine una sul periodo della costruzione pacifica dell'Armata Rossa.
Durante la seconda guerra mondiale parte della collezione del museo venne evacuata. Il personale del museo non smise mai di ricercare i cimeli di guerra: dal 1943 al 1945 infatti furono organizzate 20 spedizioni al fronte. I direttori del museo durante gli anni della guerra furono il commissario del reggimento Vladimir Ivanovič Fedjanin (dal 17 gennaio 1940 al novembre 1943), il colonnello Pëtr Nikolaevič Loginov (dal novembre 1943 al luglio 1944) e il colonnello Ivan Alekseevič Gorjuškin (dal luglio 1944 al marzo 1949). Il 10 luglio 1945 venne consegnata al museo la storica Bandiera della Vittoria issata dieci giorni prima sul Palazzo del Reichstag a Berlino.
Nel 1957 si decise di costruire un nuovo edificio di due piani per il museo, con una superficie di 10-15 mila metri quadrati. Il progetto venne firmato dagli architetti Boris Grigor'evič Barchin e Nikolaj Ivanovič Gajgarov e dagli ingegneri Aksënov e Belokurov. La costruzione fu completata l'8 maggio 1965.
Le sezioni permanenti vennero progettate dagli artisti R. N. Gvozdev, N. I. Latyšev, Aram Mnacakanov e V. T. Finogenov sotto la direzione di Evgenij Abramovič Rosenbljum. All'epoca la collezione del museo contava più di 500.000 pezzi. Nel 1966 vennero istituiti il Fondo cinematografico e il Fondo per le armi leggere, mentre l'anno successivo venne istituito il Fondo per la pittura.
Nel 1975 il Presidium del Soviet Supremo dell'Unione Sovietica conferì al museo l'Ordine della Stella rossa.
Dopo il crollo dell'URSS il museo allestì nelle sale n. 22 e 23 una mostra permanente che descrive gli eventi accaduti nel Paese durante il periodo della Perestrojka. Alla collezione si aggiunsero nuovi oggetti reperiti nei distretti militari e nelle flotte.
Nel 2002 di fronte all'edificio del museo venne eretto un monumento ai paracadutisti, mentre nel 2006 le vecchie attrezzature vennero sostituite e la collezione venne ampliata con nuovi materiali in merito alla partecipazione delle Forze armate sovietiche alle guerre in Corea, Vietnam e altri paesi. Nel 2008 venne organizzata la mostra Caucaso. Cinque giorni in agosto, che descrive la guerra in Georgia.

## Le collezioni
La principale area museale è composta da 24 sale e si estende su una superficie complessiva di 5000 m². Tra gli oggetti esposti si trovano stendardi, onorificenze, armi e reliquie di capi militari, soldati e statisti. Le prime tre sale sono dedicate alla storia dell'esercito e della marina russa prima del 1917 ed espongono armi e uniformi militari dell'Impero russo e materiali che raccontano la prima guerra mondiale. Le sale dalla 4 alla 6 sono dedicate alle mostre relative all'Armata Rossa durante la guerra civile e il relativo intervento alleato e contengono anche i reperti delle rivoluzioni del 1917, effetti personali dei leader militari Anton Ivanovič Denikin, Sergej Leonidovič Markov e di altri partecipanti al movimento dei bianchi.
Le sale 7 e 8 sono occupate dalla mostra L'Armata Rossa degli operai e dei contadini e la Marina a garanzia della sicurezza dell'URSS ed espongono materiali sulla leadership sovietica, sugli aiuti militari allo Xinjiang in diversi anni e sui dati sugli ufficiali repressi dell'Armata Rossa durante l'affare Vesna. Le sale dalla 9 alla 18 sono dedicate alle Forze armate durante la grande guerra patriottica ed espongono documenti tedeschi, campioni e frammenti di armi e raccontano le battaglie di Mosca, Kursk e Stalingrado. La Sala della Vittoria contiene materiali sui detentori dell'Ordine della Gloria e sugli Eroi dell'Unione Sovietica, oltre a ospitare la Bandiera della Vittoria.
Le sale dalla 19 alla 21 sono dedicate alla storia dell'esercito nel dopoguerra, mentre le sale 22 e 23 sono dedicate alla nascita e allo sviluppo delle Forze armate della Federazione Russa. La ventiquattresima sala ospita mostre temporanee. Il museo ha anche un'area espositiva aperta, dove vengono presentati 154 esempi di equipaggiamento di artiglieria, missili, mezzi corazzati e mezzi di aviazione.
Il museo conserva anche una serie di tele del pittore di guerra Mitrofan Borisovič Grekov e di altri artisti, nonché opere degli scultori Ivan Šadr e Evgenij Viktorovič Vučetič. È anche dotato di una biblioteca con oltre 100 mila libri.